# Reincarnation (singolo)
Reincarnation è un brano musicale di Masami Okui, scritto da Arimori Satomi e Kudo Takashi, e pubblicato come singolo il 5 marzo 1994 dalla Starchild. Il singolo è arrivato alla ottantatreesima posizione nella classifica settimanale Oricon dei singoli più venduti, vendendo 3 890 copie. Reincarnation è stato utilizzato come sigla di apertura dell'anime Tekkaman Blade II, mentre il lato B Ryoute Ippai no Yume è stato utilizzato come sigla di chiusura.

## Tracce
CD singolo KIDA-79
1. REINCARNATION - 3:54
2. Ryoute Ippai no Yume (両手いっぱいの夢) - 4:07
3. REINCARNATION (off vocal version) - 3:54
4. Ryoute Ippai no Yume (off vocal version) - 4:07

Durata totale: 16:02

## Classifiche
| Classifica (1995)                        | Posizione più alta |
| ---------------------------------------- | ------------------ |
| Giappone (Classifica settimanale Oricon) | 83                 |